# Krissadee Prakobkong
Krissadee Prakobkong (thailändisch กฤษฎี ประกอบของ, * 16. Januar 1984 in Chiang Rai) ist ein thailändischer Fußballtrainer und ehemaliger Fußballspieler.

## Karriere

### Spieler

#### Verein
Krissadee Prakobkong stand von 2007 bis Mitte 2012 bei Police United unter Vertrag. Der Verein aus der thailändischen Hauptstadt Bangkok spielte 2007 in der ersten Liga des Landes, der Thai Premier League. Ende 2007 stieg er mit dem Verein in die zweite Liga ab. Ende 2009 feierte er mit Police die Meisterschaft der zweiten Liga und den Aufstieg in die erste Liga. Mitte 2012 wechselte er zum Ligakonkurrenten Chiangrai United nach Chiangrai. 2017 gewann er mit Chiangrai den FA Cup. Das Endspiel gegen Bangkok United gewann man mit 4:2. Nach 83 Erstligaspielen ging er 2018 zum Chiangmai FC. Mit dem Verein aus Chiangmai spielte er in der zweiten Liga, der Thai League 2. Am Ende der Saison belegte man den dritten Tabellenplatz und stieg somit in die erste Liga auf. Nach dem Aufstieg beendete er seine Karriere als Fußballspieler.

#### Nationalmannschaft
Krissadee Prakobkonga spielte 2008 zweimal für die thailändische Nationalmannschaft.

### Trainer
Seit Anfang 2019 ist Krissadee Prakobkong Co-Trainer beim Zweitligisten Chiangmai FC in Chiangmai.

## Erfolge

### Spieler
Police United
- Thai Premier League Division 1: 2009  ▲

Chiangrai United
- FA Cup: 2017